# FV Germania

Vereinslogo auf einem Trikot (oben) und einem Wimpel (unten)

Der FV Germania war ein Fußballverein aus Mexiko-Stadt, der am 15. Juni 1915 von deutschen Einwanderern gegründet wurde und dessen Mannschaft zwischen 1915/16 und 1932/33 zum festen Bestandteil der Primera Fuerza, der seinerzeit höchsten mexikanischen Spielklasse, gehörte. Die Mannschaft, die wegen ihrer seltsam anmutenden Spielbekleidung in den Farben weiß und schwarz auch unter dem Spitznamen Los Fúnebres (die Leichen) bekannt war, hatte ihre beste Zeit in den frühen 1920er Jahren.

## Geschichte
Weil es zu Verbandsstreitigkeiten gekommen war, wurden in den Spielzeiten 1920/21 und 1921/22 zwei Meisterschaften pro Jahr ausgetragen: die – als höherwertig eingestufte – Liga Nacional sowie die Liga Mexicana, in der „die Deutschen“ mitgewirkt haben und die sie 1921 gewinnen konnten. Doch die offizielle Anerkennung als „Meister von Mexiko“ blieb ihnen aufgrund des „inoffiziellen Status“ dieser Liga verwehrt. Zwei Jahre später waren sie diesem Ziel dann doch ganz nah. Maßgeblichen Anteil an diesem Erfolg hatte der vor Beginn der Saison 1922/23 verpflichtete Schweizer Stürmer Kurt Friedrichs, der in 13 (von 14 möglichen) Spielen zum Einsatz kam und dabei insgesamt 12 Treffer erzielte. Nach dem vorletzten Spieltag führte der FV Germania die Tabelle mit einem Punkt Vorsprung auf den CF Asturias an. Am letzten Spieltag kam es ausgerechnet zur Begegnung dieser beiden Mannschaften.
Nachdem Octavio Rimada „die Asturier“ mit 2:1 in Führung geschossen hatte, reklamierte Pérez Meléndez, der Torhüter des FV Germania, ein Foulspiel an ihm, das angeblich dem Torschuss vorausgegangen war. Er tat das mit solchem Nachdruck, dass er den Schiedsrichter massiv beleidigte und von diesem schließlich des Feldes verwiesen wurde. Aus Protest gegen diese Entscheidung verließ nun auch der Rest der Mannschaft das Spielfeld, wodurch Asturias die Meisterschaft gewann.
In der Saison 1932/33 erreichte das inzwischen nur noch in der zweiten Staffel spielende Team überraschend das Pokalfinale, scheiterte jedoch trotz einer ansprechenden Leistung mit 1:3 an Necaxa. Es war zugleich das letzte offizielle Spiel des Vereins, der seine Fußballmannschaft 1933 auflöste.

## Spieler des FV Germania

### Mannschaft der ersten Stunde
Die "Mannschaft der ersten Stunde" setzte sich wie folgt zusammen: Arnold (im Tor) – Edgar Giffenig (Vereinsgründer) und Walter Mues (in der Verteidigung) – Erich Clemens, Erich Mues (Kapitän) und Germán Stuht (im Mittelfeld) – M. Lanza, A. Marquet, Karl Mues, Friedrich Grise und Paul Stein (im Angriff).

### Bekannte Spieler
- Kurt Friedrichs; vermutlich ehemaliger Schweizer Nationalspieler (siehe Anmerkung 2. unten).
- Adeodato López; einziger Nationalspieler Mexikos, der während einer Länderspielteilnahme (am 5. Juni 1928 gegen Chile)[4] beim FV Germania unter Vertrag stand.
- Fernando Marcos
- Wilhelm „Guillermo“ Merck
- Karl „Carlos“ Mues; galt in der Saison 1915/16 neben dem Spanier Lázaro Ibarreche vom Club España als „die Attraktion der Liga“.[5]
- Luis Pérez González